# Мейс (округ)
Округ Мейс (англ. Mayes County) располагается в штате Оклахома, США. Официально образован в 1907 году. По состоянию на 2012 год, численность населения составляла 41 168 человек.

## География
По данным Бюро переписи США, общая площадь округа равняется 1 770 км2, из которых 1 699 км2 суша и 71 км2 или 4,000 % это водоёмы.

## Население
По данным переписи населения 2000 года в округе проживает 38 369 жителей в составе 14 823 домашних хозяйств и 10 820 семей. Плотность населения составляет 23,00 человека на км2. На территории округа насчитывается 17 423 жилых строений, при плотности застройки около 10,00-ти строений на км2. Расовый состав населения: белые — 72,14 %, афроамериканцы — 0,30 %, коренные американцы (индейцы) — 19,10 %, азиаты — 0,28 %, гавайцы — 0,01 %, представители других рас — 0,62 %, представители двух или более рас — 7,55 %. Испаноязычные составляли 1,87 % населения независимо от расы.
В составе 32,60 % из общего числа домашних хозяйств проживают дети в возрасте до 18 лет, 60,20 % домашних хозяйств представляют собой супружеские пары проживающие вместе, 9,00 % домашних хозяйств представляют собой одиноких женщин без супруга, 27,00 % домашних хозяйств не имеют отношения к семьям, 23,80 % домашних хозяйств состоят из одного человека, 11,10 % домашних хозяйств состоят из престарелых (65 лет и старше), проживающих в одиночестве. Средний размер домашнего хозяйства составляет 2,55 человека, и средний размер семьи 3,02 человека.
Возрастной состав округа: 26,60 % моложе 18 лет, 8,60 % от 18 до 24, 26,20 % от 25 до 44, 23,80 % от 45 до 64 и 23,80 % от 65 и старше. Средний возраст жителя округа 37 лет. На каждые 100 женщин приходится 98,40 мужчин. На каждые 100 женщин старше 18 лет приходится 95,40 мужчин.
Средний доход на домохозяйство в округе составлял 31 125 USD, на семью — 37 542 USD. Среднестатистический заработок мужчины был 31 668 USD против 20 573 USD для женщины. Доход на душу населения составлял 15 350 USD. Около 11,20 % семей и 14,30 % общего населения находились ниже черты бедности, в том числе — 18,90 % молодёжи (тех, кому ещё не исполнилось 18 лет) и 10,90 % тех, кому было уже больше 65 лет.